# アンソニー・ケイ
アンソニー・ベンジャミン・ケイ（Anthony Benjamin Kay、1995年3月21日 - ）は、アメリカ合衆国ニューヨーク州サフォーク郡ストーニーブルック出身のプロ野球選手（投手）。左投左打。横浜DeNAベイスターズ所属。

## 経歴

### プロ入り前
2013年のMLBドラフト29巡目（全体866位）でニューヨーク・メッツから指名されたが、コネチカット大学へ進学した。

### プロ入りとメッツ傘下時代
2016年のMLBドラフト1巡目追補（全体31位）で再びメッツから指名され、プロ入り。この年は登板が無く、10月にトミー・ジョン手術を受けた。
2017年は前年の手術の影響で全休した。
2018年は傘下のA級コロンビア・ファイヤーフライズでプロデビュー。A+級セントルーシー・メッツでもプレーし、2球団合計で23試合に先発登板して7勝11敗、防御率4.26、123奪三振を記録した。
2019年はAA級ビンガムトン・ランブルポニーズとAAA級シラキュース・メッツでプレーした。また、7月にはオールスター・フューチャーズゲームのナショナルリーグ選抜に選出された。

### ブルージェイズ時代
2019年7月1日にマーカス・ストローマン及び金銭とのトレードで、シメオン・ウッズ・リチャードソンと共にトロント・ブルージェイズへ移籍した。
移籍後は傘下のAA級ニューハンプシャー・フィッシャーキャッツでプレーし、移籍前を含めたマイナー3球団合計で26試合に先発登板して10勝8敗、防御率2.96、135奪三振を記録した。9月7日にメジャー契約を結んでアクティブ・ロースター入りすると、同日のタンパベイ・レイズ戦にて先発でメジャーデビュー（5.2回を2失点で勝敗付かず）。この年メジャーでは3試合（先発2試合）に登板して1勝0敗、防御率5.79、13奪三振を記録した。2020年は13試合、2021年は11試合に登板したが、2022年は1試合のみの登板に留まった。
2022年12月16日にクリス・バシットの加入に伴い、DFAとなった。

### カブス時代
2022年12月23日にウェイバー公示を経てシカゴ・カブスへ移籍した。
2023年はカブスでは13試合に登板して防御率6.35という成績であった。9月11日にDFAとなった。

### メッツ時代
2023年9月14日にウェイバー公示を経てメッツへ移籍した。メッツでは3試合に登板して防御率5.40という成績であった。10月24日にウェイバー公示を経てオークランド・アスレチックスへ移籍した。その後、11月6日にFAとなった。

### DeNA時代
2024年1月10日、横浜DeNAベイスターズと契約したことが発表された。単年契約で、推定年俸は80万ドル（約1億1600万円）。
同年は4月6日の読売ジャイアンツ戦（東京ドーム）でNPB初登板・初先発を果たすも、4回5安打3失点で勝敗はつかなかった。4月20日、3度目の先発となった東京ヤクルトスワローズ戦（明治神宮野球場）で5回5安打3失点でNPB初勝利を果たした。5月28日の東北楽天ゴールデンイーグルス戦（横浜スタジアム）では、雨風の吹き荒れる悪天候の中での登板でありながら、6回までは雨の影響をものともせず1失点の好投を見せた。しかし、7回に制球を乱して二死から2連続四球で満塁にしてしまい、投手交代のために監督がマウンドに向かい出したまさにそのタイミングで、雨の強まりから審判団は試合の一時中断をコールした。そのまま、降雨コールドゲームとなり、6対1でチームが勝利したため、初完投勝利を挙げた。シーズン中は味方の拙守や球審の投球判定などに苛立ち、投球を乱すという場面がたびたび見受けられ、マウンド上でFワードを連発したり、降板後にグラブを投げつけたりなどといった態度を見せることもあった。この欠点については投手コーチの大原慎司、小杉陽太とアンガーマネジメントについて何度も話し合いを続け、解決策を模索した。一度も登録抹消されることなくローテーションを守ったが、規定投球回には届かず、6勝9敗、防御率3.42とシーズンでは物足りない成績に終わった。しかし、ポストシーズンでは先発陣のキーマンと化す活躍を見せ、10月16日、巨人と対戦したクライマックスシリーズ・ファイナルステージでは第1戦の先発を務め、6回を1安打無失点に抑える好投でチームを勝利に導き、21日の第6戦では中4日で先発登板し4回途中2失点で降板したもののチームは逆転勝利を収め、日本シリーズ進出に貢献。10月30日、福岡ソフトバンクホークスとの日本シリーズ第4戦の先発を任され、初回から3者連続三振を奪うなど7回7奪三振無失点で強力ソフトバンク打線を寄せつけない投球を見せチームに連勝をもたらした。その後チームは第6戦の勝利で日本一を達成し、第4戦で好投したケイには優秀選手賞が贈られた。オフの11月30日に、翌年の契約を締結したことが発表され、残留が決定した。
2025年3月20日のオープン戦登板から体調不良の影響で間隔が空いていたものの、開幕ローテーションの一角として、開幕6戦目である4月3日の阪神タイガース戦が同年初登板となった。この試合で7回零封、続く4月12日のヤクルト戦での登板でも7回零封の好投を見せ、開幕から2試合続けて先発で7回以上を投げて無失点に抑えたのは、球団史上3人目だった（1979年の平松政次、2023年の今永昇太以来）。

## 投球スタイル
最速97.7mph（約157.2km/h）の速球に多彩な変化球を操る左腕投手。来日後、速球は最速158k/hも計測されており、2025年6月上旬時点での平均球速は152.8km/h。変化球は、140km/h台後半の球速で速球と見分けのつかず、打者の手元で変化するカットボールのほか、精度の高いスライダーとチェンジアップを投げる。東克樹と投球スタイルが似ているとされる。
来日1年目は制球に難があり、規定投球回未達ながらリーグ最多与四球を記録した。しかし、徐々にコントロールは改善されており、2年目は初球のストライクを取る意識を大事にし、ストライクが取れたらそこから3球以内に2ストライクを取ることに大きな意識を向けていることで、与四球数が大きく改善されている。
右打者の内角を攻めて凡打を誘う投球で左投げながら右打者を苦にしない一方、左打者の内角を突く球種を持っていないこともあり、左打者相手の被打率が悪い。

## 詳細情報

### 年度別投手成績
| 年 度    | 球 団    | 登 板 | 先 発 | 完 投 | 完 封 | 無 四 球 | 勝 利 | 敗 戦 | セ 丨 ブ | ホ 丨 ル ド | 勝 率 | 打 者 | 投 球 回 | 被 安 打 | 被 本 塁 打 | 与 四 球 | 敬 遠 | 与 死 球 | 奪 三 振 | 暴 投 | ボ 丨 ク | 失 点 | 自 責 点 | 防 御 率 | W H I P |
| -------- | -------- | ----- | ----- | ----- | ----- | -------- | ----- | ----- | -------- | ----------- | ----- | ----- | -------- | -------- | ----------- | -------- | ----- | -------- | -------- | ----- | -------- | ----- | -------- | -------- | ------- |
| 2019     | TOR      | 3     | 2     | 0     | 0     | 0        | 1     | 0     | 0        | 0           | 1.000 | 63    | 14.0     | 15       | 0           | 5        | 0     | 1        | 13       | 1     | 0        | 9     | 9        | 5.79     | 1.43    |
| 2020     | TOR      | 13    | 0     | 0     | 0     | 0        | 2     | 0     | 0        | 3           | 1.000 | 98    | 21.0     | 22       | 3           | 14       | 1     | 0        | 22       | 0     | 0        | 13    | 12       | 5.14     | 1.71    |
| 2021     | TOR      | 11    | 5     | 0     | 0     | 0        | 1     | 2     | 0        | 0           | .333  | 156   | 33.2     | 38       | 7           | 18       | 0     | 3        | 39       | 2     | 0        | 22    | 21       | 5.61     | 1.66    |
| 2022     | TOR      | 1     | 0     | 0     | 0     | 0        | 0     | 0     | 0        | 0           | ----  | 10    | 2.0      | 2        | 0           | 1        | 0     | 1        | 3        | 0     | 0        | 1     | 1        | 4.50     | 1.50    |
| 2023     | CHC      | 13    | 0     | 0     | 0     | 0        | 0     | 0     | 0        | 0           | ----  | 54    | 11.1     | 12       | 1           | 8        | 0     | 1        | 8        | 1     | 0        | 8     | 8        | 6.35     | 1.76    |
| 2023     | NYM      | 3     | 0     | 0     | 0     | 0        | 0     | 0     | 0        | 0           | ----  | 12    | 3.1      | 1        | 1           | 1        | 0     | 1        | 3        | 0     | 0        | 2     | 2        | 5.40     | 0.60    |
| '23計    | NYM      | 16    | 0     | 0     | 0     | 0        | 0     | 0     | 0        | 0           | ----  | 66    | 14.2     | 13       | 2           | 9        | 0     | 2        | 11       | 1     | 0        | 10    | 10       | 6.14     | 1.50    |
| 2024     | DeNA     | 24    | 24    | 1     | 0     | 0        | 6     | 9     | 0        | 0           | .400  | 590   | 136.2    | 130      | 6           | 53       | 5     | 7        | 119      | 4     | 1        | 61    | 52       | 3.42     | 1.34    |
| MLB：5年 | MLB：5年 | 44    | 7     | 0     | 0     | 0        | 4     | 2     | 0        | 3           | .667  | 393   | 85.1     | 90       | 12          | 47       | 1     | 7        | 88       | 4     | 0        | 55    | 53       | 5.59     | 1.61    |
| NPB：1年 | NPB：1年 | 24    | 24    | 1     | 0     | 0        | 6     | 9     | 0        | 0           | .400  | 590   | 136.2    | 130      | 6           | 53       | 5     | 7        | 119      | 4     | 1        | 61    | 52       | 3.42     | 1.34    |

- 2024年度シーズン終了時
- 各年度の太字はリーグ最高

### 年度別守備成績
| 年 度 | 球 団 | 投手（P） | 投手（P） | 投手（P） | 投手（P） | 投手（P） | 投手（P） |
| 年 度 | 球 団 | 試 合     | 刺 殺     | 補 殺     | 失 策     | 併 殺     | 守 備 率  |
| ----- | ----- | --------- | --------- | --------- | --------- | --------- | --------- |
| 2019  | TOR   | 3         | 0         | 2         | 0         | 0         | 1.000     |
| 2020  | TOR   | 13        | 0         | 2         | 0         | 0         | 1.000     |
| 2021  | TOR   | 11        | 1         | 4         | 0         | 0         | 1.000     |
| 2022  | TOR   | 1         | 0         | 0         | 0         | 0         | ----      |
| 2023  | CHC   | 13        | 0         | 0         | 0         | 0         | ----      |
| 2023  | NYM   | 3         | 1         | 0         | 0         | 0         | 1.000     |
| '23計 | NYM   | 16        | 1         | 0         | 0         | 0         | 1.000     |
| 2024  | DeNA  | 24        | 6         | 26        | 1         | 2         | .970      |
| MLB   | MLB   | 44        | 2         | 8         | 0         | 0         | 1.000     |
| NPB   | NPB   | 24        | 6         | 26        | 1         | 2         | .970      |

- 2024年度シーズン終了時

### 表彰
- 日本シリーズ優秀選手賞：1回（2024年）

### 記録
MiLB
- オールスター・フューチャーズゲーム選出：1回（2019年）

#### NPB
初記録
投手記録
- 初登板・初先発登板：2024年4月6日、対読売ジャイアンツ2回戦（東京ドーム）、4回3失点で勝敗つかず[14]
- 初奪三振：同上、1回裏に長野久義から空振り三振
- 初勝利・初先発勝利：2024年4月20日、対東京ヤクルトスワローズ5回戦（明治神宮野球場）、5回3失点[15]
- 初完投・初完投勝利：2024年5月28日、対東北楽天ゴールデンイーグルス1回戦（横浜スタジアム）、6回2/3を1失点 ※6回2/3降雨コールド[18]

打撃記録
- 初打席：2024年4月6日、対読売ジャイアンツ2回戦（東京ドーム）、3回表にフォスター・グリフィンから見逃し三振
- 初打点：2024年4月20日、対東京ヤクルトスワローズ5回戦（明治神宮野球場）、2回表に阪口皓亮から二ゴロの間
- 初安打：2025年4月12日、対東京ヤクルトスワローズ1回戦（横浜スタジアム）、5回裏にピーター・ランバートから投手内野安打[35]

### 背番号
- 70（2019年）
- 47（2020年 - 2022年）
- 46（2023年 - 同年途中）
- 64（2023年途中 - 同年終了）
- 69（2024年 - ）